# Boeing X-40
Le Boeing X-40A Space Maneuver Vehicle est une maquette volante construite en 1998 et retirée du service en 2001  qui a été utilisée pour tester l'aérodynamique et le système de pilotage de la future navette spatiale réutilisable Boeing X-37  en cours de développement initialement sous l'égide de la NASA depuis 2004 sous celui de la DARPA. Le X40-A est un engin non piloté et dépourvu de propulsion d'une masse de 1,1 tonne et atteignant la vitesse maximum de 480 km/h dont la taille représente 85 % de celle du X-37.
Le véhicule largué depuis un hélicoptère a démontré en 1998 sa capacité à effectuer un atterrissage entièrement automatique.